# Fructuosus von Tarragona

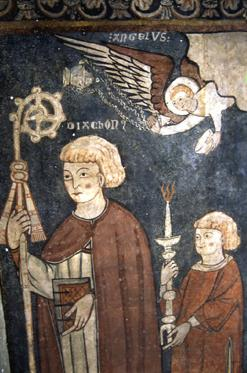
Fructuosus von Tarragona, Fresko in der Pfarrkirche von Bierge, Provinz Huesca (Spanien)

Fructuosus von Tarragona († 259) war der erste namentlich bekannte Bischof des möglicherweise bereits im 1. Jahrhundert existierenden weströmischen Bistums Tarragona in Katalonien. Sein Gedenktag ist der 21. Januar.

## Vita
Über das Leben des Bischofs und späteren Heiligen ist so gut wie nichts bekannt. Während der Christenverfolgung unter Valerian und Gallienus wurde Fructuosus gemeinsam mit seinen Diakonen Augurius und Eulogius ins Gefängnis geworfen und als Märtyrer zum Feuertod verurteilt.

## Verehrung
Bereits Augustinus und Prudentius erwähnten die Verehrung des Fructuosus in ihren Schriften. Ein Teil der Reliquien kam wohl in die Kathedrale von Tarragona, ein anderer Teil gelangte in die Abtei von San Fruttuoso bei Camogli (Ligurien). 

## Patrozinien
Dem Hl. Fructuosus von Tarragona sind mehrere Kirchen und Klöster geweiht; die wichtigsten sind: 
- Abtei von San Fruttuoso in Camogli in der Metropolitanstadt Genua (Ligurien, Italien)
- San Fructuoso Mártir in Colmenares de Ojeda (Dehesa de Montejo) in der  Provinz Palencia (Kastilien und León, Spanien)
- Kirche Sant Fruitós im gleichnamigen Ort in der Provinz Barcelona (Katalonien), Spanien
- Kathedrale von Tacuarembó, Uruguay